# Джараш (мухафаза)
Джараш (араб. محافظة جرش‎) — мухафаза на северо-западе Иордании.
- Административный центр — Джараш.
- Площадь — 410 км², население — 187 500 человек (2012 год).

## География
На севере граничит с мухафазой Ирбид, на востоке с мухафазой Эль-Мафрак, на юго-востоке с мухафазой Эз-Зарка, на юго-западе с мухафазой Эль-Балка, на западе с мухафазой Аджлун.

## Административное деление
Мухафаза состоит из одного района Джараш.